# Электронная лампа
Электро́нная ла́мпа, радиола́мпа — электровакуумный прибор (точнее, вакуумный электронный прибор), работающий за счёт управления интенсивностью потока электронов, движущихся в вакууме или разрежённом газе между электродами.
Радиолампы массово использовались в XX веке как основные элементы радиоаппаратуры, так как позволяют выпрямлять ток, усиливать, генерировать электрические сигналы и т. п. С появлением полупроводниковых приборов (диодов, транзисторов) радиолампы стали вытесняться из радиоаппаратуры, так как полупроводниковые приборы оказались значительно компактнее и экономичнее. В настоящее время радиолампы встречаются там, где полупроводниковые аналоги получаются дороже или сложнее в изготовлении, например в качестве мощного генератора радиоволн в микроволновой печи используется радиолампа — магнетрон. Радиолампы традиционно используются в некоторых видах аудиоаппаратуры, позиционируемой как высококачественная (high-end), а также радиолампы ставятся в выходных каскадах передатчиках РЛС или мощной связной аппаратуры.
Электронные лампы, предназначенные для освещения (лампы-вспышки, ксеноновые лампы, ртутные и натриевые лампы), радиолампами не называются и обычно относятся к классу осветительных приборов.
Электронные лампы, предназначенные для преобразования электрических сигналов в оптическую информацию (передающие телевизионные трубки, осциллографические, запоминающие, кинескопы, электронно-лучевые переключатели (трохотроны, декатроны), индикаторные ЭЛТ) относятся к классу электронно-лучевых приборов.
Электронно-лучевые приборы основаны на тех же принципах, что и радиолампы, но, помимо управления интенсивностью электронного потока, также управляют распределением электронов в пространстве и потому выделяются в отдельную группу. Также в отдельную группу выделяют СВЧ-электровакуумные приборы, основанные на взаимодействии электронного потока с электромагнитным полем в таких приборах как магнетрон, клистрон и др.

## Принцип действия
Самая простая радиолампа имеет колбу, внутри которой размещены два электрода — катод и анод. Катод разогревается от источника тока до температуры, при которой из него вследствие термоэлектронной эмиссии будут в заметном количестве вылетать электроны и свободно перемещаться внутри вакуума колбы. Электроны имеют отрицательный заряд, и если на второй электрод, анод, будет подан положительный потенциал, электроны устремятся к аноду, попадут в него и создадут ток в цепи анод-катод. Если на анод подать отрицательный потенциал, то электроны, имея одноимённый заряд, будут отталкиваться от анода, и ток в цепи протекать не будет. Такая простая радиолампа называется диод и пригодна для выпрямления переменного тока, так как проводит ток только в одном направлении.
Более сложная радиолампа — триод — устроена так же, но имеет ещё и третий электрод — сетку, расположенную между анодом и катодом. Если потенциал на сетке отсутствует, а на аноде потенциал положительный, то все электроны вылетевшие с катода устремляются к аноду и создают ток в цепи анода. Если подать на сетку небольшой отрицательный потенциал, то она своим полем сможет тормозить часть электронов на пути к аноду, тем самым уменьшая ток анода. Чем выше отрицательный потенциал на сетке, тем бо́льшая часть электронов будет отклонена, тем меньше ток анода. Если подать на сетку достаточно большой отрицательный потенциал, то лампа окажется «заперта» — ток в цепи анода прекратится. Такая лампа может работать как усилитель: если подать на сетку слабый электрический сигнал, он вызовет синхронные изменения тока анода, причем на ощутимо бо́льшие величины.
Различные усложнения конструкции лампы — применение катода косвенного накала, введение дополнительных сеток, изменение формы колбы или введение в него небольшого количества газа — улучшают одни параметры лампы, ухудшая другие, но основной принцип работы радиолампы не меняется — управление потоком электронов от катода к аноду при помощи электрического поля сеток.
Существенным недостатком радиоламп является её размер и необходимость постоянно тратить энергию на поддержание катода в нагретом состоянии (кроме ламп с холодным катодом).

### Вакуумные электронные лампы с подогревным катодом
- В результате термоэлектронной эмиссии электроны покидают катод.
- Под воздействием напряжения между анодом и катодом электроны достигают анода и образуют анодный ток во внешней цепи.
- С помощью дополнительных электродов (сеток) осуществляется управление электронным потоком путём подачи на эти электроды электрических напряжений.

В вакуумных электронных лампах наличие газа ухудшает характеристики лампы.

### Газоразрядные электронные лампы
В СССР и в России традиционно выделяются в отдельный класс ионных приборов в отличие от вакуумных ламп. Основной ток проводимости в этих устройствах вызван потоком ионов в газе, наполняющем лампу. Ионизация газа может вызываться соударениями атомов или молекул газа с электронами, как и в вакуумных лампах эмиттируемыми накалённым катодом, а может создаваться самоподдерживающимся разрядом в разреженном газе за счёт ускорения ионов электрическим полем. Как правило, такие лампы используются либо в низкочастотных и импульсных генераторах (тиратроны), либо в схемах управляемых выпрямителей, часто с высокими выходными токами — схемы на игнитронах.
Типы газоразрядных электронных ламп:
- неоновая лампа;
- газоразрядный стабилитрон;
- ионный разрядник;
- тиратрон;
- игнитрон.

#### Неоновая лампа
Неоновая лампа — разновидность газоразрядного прибора тлеющего разряда, представляет собой стеклянный баллон в котором располагаются два электрода. Баллон наполнен инертным газом (неоном) при небольшом давлении. Электроды изготавливаются из металла, например никеля, и могут быть различной формы (два цилиндрических, два плоских и др.)
Неоновые лампы излучают оранжево-красный свет небольшой интенсивности и используются, в основном, как индикаторные. Неоновую лампу подключают к источнику напряжения последовательно с ограничительным резистором, иначе разряд сразу переходит в дуговой и лампа выходит из строя.

#### Стабилитрон
Газоразрядный стабилитрон представляет собой стеклянный баллон, в котором находятся два электрода — катод и анод. Катод имеет форму цилиндра с большой поверхностью, анод — стержень, расположенный вдоль оси катода. Внутренняя поверхность катода активируется. Баллон наполняется аргоном, неоном или смесью газов при давлении в несколько десятков миллиметров ртутного столба. Благодаря большой поверхности катода, напряжение между электродами при значительных изменениях тока тлеющего разряда остается неизменным.
Параметрами стабилитрона являются: напряжение зажигания, напряжение горения, минимальный и максимальный ток. Величина напряжения стабилизации зависит от вида газа и материала катода, которым наполнен баллон.

###### Стабилитрон с коронным разрядом
Кроме стабилитронов с тлеющим разрядом, описанных выше, существуют стабилитроны с коронным разрядом. Устройство данных стабилитронов схоже со стабилитронами тлеющего разряда. Баллон наполняется водородом при низком давлении. Стабилитроны с коронным разрядом имеют в несколько раз более высокие значения напряжения горения, и позволяют стабилизировать напряжение порядка 300—1000 В и более. Однако ток, проходящий через такой стабилитрон в сотни раз меньше чем у стабилитронов с тлеющим разрядом.

### Микроэлектронные приборы с автоэмиссионным катодом
Процесс миниатюризации электронных вакуумных ламп привел к отказу от подогреваемых катодов и переходу на автоэлектронную эмиссию с холодных катодов специальной формы из специально подобранных материалов. Это дает возможность довести размеры устройств до микронных размеров и использовать при их изготовлении стандартные техпроцессы полупроводниковой индустрии. В настоящее время такие конструкции активно исследуются.

## История
В 1850-е годы Генрих Гейслер изобрёл ртутный вакуумный насос. Юлиус Плюккер подал ему идею изготовлять стеклянные запаянные трубки с разреженным газом и двумя впаянными в стекло электродами (трубки Гейслера). Плюккер вначале изучал газовые разряды, но в 1859 году обнаружил, что стекло трубки светится возле катода. Сейчас известно, что свечение вызывается электронами, выбитыми из катода быстрыми ионами газа.
В 1868/69 годах ученик Плюккера Иоганн Гитторф наблюдал затенение флуоресценции на стеклянной стенке трубки материальными препятствиями и таким образом доказал прямолинейное распространение частиц, выбиваемых ионами из катода, а также обнаружил их отклонение в магнитном поле.
Ещё в 1853 году Александр Эдмон Беккерель открыл термоэлектронную эмиссию — он обнаружил, что нагретый заряжённый проводник быстро теряет заряд. В 1873 году Фредерик Гатри выяснил, что раскалённый железный шар теряет свой заряд, если он заряжен отрицательно, но положительно заряженный шар заряда не теряет, и таким образом, изобрёл термоэмиссионный диод. Ойген Гольдштейн в 1876 году показал, что отрицательные частицы, испускаемые раскалённым катодом (теперь называемые электронами, но Гольдштейн назвал их катодными лучами) распространяются в вакууме прямолинейно и испускаются перпендикулярно к поверхности катода, а в 1880 году обнаружил их отклонение в магнитном поле. Он также исследовал одностороннюю проводимость вакуумного пространства в катодной трубке.
В 1883 году Эдисон пытался увеличить срок службы осветительной лампы с угольной нитью накаливания в вакууммированной стеклянной колбе. С этой целью в одном из опытов он ввёл в вакуумное пространство лампы металлическую пластину с проводником, выведенным наружу. При экспериментах он заметил, что вакуум проводит ток, причём только в направлении от электрода к накалённой нити и только тогда, когда нить накалена. Это было неожиданно для того времени — считалось, что вакуум не может проводить ток, так как в нём нет носителей заряда. Изобретатель не понял тогда значение этого открытия, но на всякий случай запатентовал.
Благодаря этим экспериментам Эдисон стал автором фундаментального научного открытия, которое является основой работы всех электронных ламп и всей электроники до создания полупроводниковых приборов. Впоследствии это явление получило название термоэлектронная эмиссия.
В 1905 году этот «эффект Эдисона» стал основой британского патента Джона Флеминга на «прибор для преобразования переменного тока в постоянный» — первую электронную лампу, открывшую век электроники.
В 1906 году американский инженер Ли де Форест ввёл в лампу третий электрод — управляющую сетку, создав триод. Триод мог уже работать в качестве усилителя тока, а в 1913 году на её основе был создан автогенератор.
В 1921 году А. А. Чернышёв предложил конструкцию цилиндрического подогревного катода (катода косвенного накала).
Вакуумные электронные лампы стали элементной базой компьютеров первого поколения. Главным недостатком электронных ламп было то, что устройства на их основе были громоздкими, а при большом количестве ламп, например, в первых ЭВМ, частые единичные отказы отдельных ламп приводили к значительному простою на ремонт. Причем в логических схемах не всегда можно было вовремя обнаружить отказ — машина могла продолжать работать, выдавая ошибочные результаты. Для питания ламп необходимо было подводить дополнительную энергию для нагрева катода, а образованное ими тепло — отводить. Например, в первых компьютерах использовались тысячи ламп, которые размещались в металлических шкафах и занимали много места. Весила такая машина десятки тонн и для её работы требовалась очень много энергии. Для охлаждения машины использовали мощные вентиляторы для охлаждения ламп.
Пик расцвета («золотая эра») ламповой схемотехники пришёлся на 1935—1950 годы.

## Конструкция
Электронные лампы имеют два и более электродов: катод, анод и сетки.

### Катод
Для того, чтобы обеспечить эмиссию электронов с катода, его дополнительно подогревают, откуда произошло жаргонное название катода — «накал» лампы. Но также существует и автоэмиссионный (холодный) катод, который не подогревают, и фотокатод, который начинает излучать электроны под действием оптического излучения, энергия которого превышает красную границу фотоэффекта.
Каждый материал характеризуется своим максимальным значением тока эмиссии с единицы площади катода и рабочей температурой. Соответственно, чем больший ток должен протекать через лампу, тем больше должен быть катод по площади и тем бо́льшая мощность затрачивается на его нагрев.
По способу подогрева катоды подразделяются на катоды прямого и косвенного накала.

### Катоды прямого накала
Катод прямого накала представляет собой нить из тугоплавкого металла, обычно вольфрама, реже тантала, молибдена или рения, часто легированного оксидом тория. Ток накала проходит непосредственно через эту нить. Лампы с катодом прямого накала часто называют «батарейными», так как они широко применяются в аппаратуре с автономным питанием, например в радиостанциях, компактных радиоприёмниках, но катод прямого накала применяется и в мощных генераторных лампах. Там он выполнен в виде достаточно толстого стержня, либо толстой проволоки из торированного вольфрама. Типичный пример прямонакальных ламп — стержневые лампы, с катодом квадратного сечения из никеля, покрытого слоем оксидов (оксидный катод прямого накала), ток накала очень мал, и исчисляется в единицах и десятках микроампер при напряжениях 1,2 или 2,4 вольта.
Преимущества:
- потребляют меньшую мощность;
- быстрее разогреваются;
- отсутствует проблема электрической изоляции между цепями катода и накала (эта проблема существенна в высоковольтных кенотронах).

Недостатки:
- при использовании в сигнальных цепях требуют питания накала постоянным током от дорогих химических источников тока или выпрямителей с хорошими фильтрами, чтобы избежать появления фона переменного тока. При накале переменным током наблюдается изменение эмиссии в такт с током из-за того, что маленький и лёгкий катод быстро остывает;
- в ряде схем неприменимы из-за влияния падения напряжения вдоль катода на работу лампы.

### Катоды косвенного накала[9]
Катод косвенного накала представляет собой цилиндр, внутри которого располагают подогреватель (нить накала), электрически изолированный от катода. Для нейтрализации магнитного поля подогревателя его свивают в спираль. Подавляющее большинство ламп малой и средней мощности для стационарной аппаратуры имеет катод косвенного накала.
Преимущества:
- площадь катода может быть достаточно велика, при этом геометрические размеры катода не влияют на напряжение и ток накала,
- катод изолирован от источника питания подогревателя, что снимает некоторые схемотехнические ограничения, присущие лампам прямого накала;
- питать подогреватель в большинстве случаев можно переменным током, потому что сравнительно массивный катод хорошо сглаживает колебания температуры и эмиссии.

Недостатки:
- подогреватель приходится нагревать гораздо сильнее, чем катод прямого накала, поэтому он потребляет бо́льшую мощность;
- требует большее время для прогрева (десятки секунд и минуты);
- между нитью накала и катодом через изолирующий слой, нанесённый на нить накала, имеется некоторая паразитная проводимость, через которую в чувствительные каскады усиления проникают помехи от цепи накала.

По типу материала катоды подразделяются на вольфрамовые, оксидные и плёночные.

### Вольфрамовые катоды
Вольфрамовый катод всегда является катодом прямого накала. В пределах рабочей температуры вольфрама (от 2200 °C) эффективность вольфрамового катода составляет 2—10 мА/Вт, удельная эмиссия — 300—700 мА/см2, срок службы — до 1000 ч. Вольфрамовые катоды применяются в мощных генераторных лампах, работающих при высоких напряжениях на аноде (свыше 5 кВ), так как другие типы катодов при таких высоких напряжениях быстро разрушаются. В очень мощных лампах разборной конструкции катоды могут быть заменяемыми.

### Плёночные катоды
С целью уменьшить работу выхода электрона из вольфрама, на поверхность его наносят плёнку другого металла. Это называется активацией, а катоды такого типа называют активированными. К плёночным катодам относятся бариевые, торированные и карбидированные катоды.
Например, торирование (поверх карбидирования) приводит к уменьшению рабочей температуры катода до 1700 °C (жёлтое каление). Активированные катоды выходят из строя не только из-за перегорания нити, но и из-за разрушения активирующего покрытия (которое особенно быстро протекает при перекале), как говорят, «теряют эмиссию», что проявляется в снижении анодного тока и крутизны анодно-сеточной характеристики лампы.

### Оксидные катоды
При изготовлении катода на металлическое основание (из никеля, вольфрама или специальных сплавов), называемое керном, наносят катодное покрытие, состоящее из соединений бария, стронция и кальция в виде оксидов — оксидный слой. При разогреве катода в вакууме изменяется структура оксидного слоя и на его поверхности образуется одноатомная плёнка бария, образующаяся при восстановлении из оксида. Оксидная поверхность катода пористая и атомы бария располагаются на ней не сплошным слоем, а в виде отдельных пятен, являющихся активными точками эмиссии. Запас ионов бария в кристаллической решётке оксидного слоя обеспечивают долговечность активирующего покрытия. Распределение металлического бария по поверхности катода зависит от режима обработки, поэтому эмиссионная способность у оксидных катодов может колебаться в некоторых пределах. Особенностью оксидного катода является пропорциональность эмиссионного тока от электрического поля вблизи катода. Чем больше напряжённость электрического поля у катода, тем больше ток эмиссии электронов с его поверхности. Если у нагретого катода ток эмиссии не отбирается, то на поверхности катода накапливается большее количество атомов бария, которые диффундируют из оксидного слоя. При этом работа выхода электронов существенно понижается и в течение очень короткого времени (до 10 микросекунд) от катода можно получить эмиссионный ток с плотностью до 50 А/см2. При более длительном отборе тока на поверхности катода снижается количество атомов бария, работа выхода увеличивается, а эмиссионная способность катода возвращается к нормальной величине. При прекращении отбора тока атомы бария вновь накапливаются на поверхности катода.
Рабочая температура оксидного катода — около 800 °C (вишнёво-красное каление), срок службы — 5000 ч и более.

### Анод
Изготавливается обычно из железа, никеля или молибдена, иногда из тантала и графита. Выполняется иногда в форме пластины или диска, но чаще — в форме короба, окружающего катод и сетки и имеющей форму цилиндра или параллелепипеда.
Для отвода тепла, в которое превращается кинетическая энергия электронов, соударяющихся с анодом, его чернят (для увеличения охлаждения за счёт лучеиспускания анод покрывается слоем углерода), увеличивают его поверхность рёбрами и «крылышками», мощные лампы имеют принудительное воздушное или водяное охлаждение анодов. Также, чернение анода, то есть покрытие его углеродом, необходимо для предотвращения вторичной электронной эмиссии, вредной для стекла баллона лампы. Принудительное охлаждение анода мощных ламп выполняет две функции — защита анода от расплавления и предотвращение вторичной электронной эмиссии, способной вызывать крайне нежелательные большие сеточные токи.

### Сетка
Между катодом и анодом располагаются сетки, которые служат для управления потоком электронов и устранения нежелательных явлений, возникающих при движении электронов от катода к аноду.
Сетка представляет собой решётку либо чаще — спираль из тонкой проволоки, навитую вокруг катода на нескольких поддерживающих стойках, называемых траверсами. В лампах стержневой конструкции роль сеток выполняет система из нескольких тонких стержней оси которых параллельны катоду и аноду, и принцип управления электронным потоком в таких лампах иной, нежели в лампах обычной конструкции.
По назначению сетки подразделяются на следующие виды:
- Управляющая сетка — небольшое изменение напряжения между управляющей сеткой и катодом приводит к большим изменениям анодного тока лампы, что позволяет усиливать сигнал. Располагается на минимально возможном расстоянии от катода. В некоторых лампах управляющая сетка покрыта золотом для уменьшения термоэмиссии, так как она, прогреваясь от катода, начинала испускать электроны, эта мера снижает шумы лампы.
- Экранирующая сетка — снижает паразитную ёмкость между управляющей сеткой и анодом, что позволяет увеличить коэффициент усиления за счёт уменьшения влияния эффекта Миллера и предотвратить паразитное самовозбуждение на высоких частотах. На экранирующую сетку подаётся постоянное напряжение, равное или несколько меньшее анодного напряжения. При случайном обрыве цепи анода ток экранирующей сетки может сильно увеличиться, что возможно, повредит лампу. Для предотвращения этого явления последовательно с экранирующей сеткой включают резистор сопротивлением в несколько килоом.
- Антидинатронная сетка — устраняет динатронный эффект, возникающий при ускорении электронов полем экранирующей сетки. Антидинатронную сетку обычно соединяют с катодом лампы, иногда такое соединение выполнено внутри баллона лампы.

В зависимости от назначения лампы она может иметь до семи сеток. В некоторых вариантах включения многосеточных ламп отдельные сетки могут выполнять роль анода. Например, в генераторе по схеме Шембеля на тетроде или пентоде собственно генератором служит «виртуальный» триод, образованный катодом, управляющей сеткой и экранирующей сеткой в качестве анода.

### Баллон
Корпус (баллон) электронных ламп обычно выполнен из стекла, реже — из металла. Высокочастотные лампы выполняются в металлокерамических корпусах из металла и специальной керамики, поскольку стекло имеет большие диэлектрические потери, из-за которых разогревается в СВЧ-полях.
Блестящий слой (геттер), который можно видеть на внутренней поверхности стеклянного баллона большинства электронных ламп, является абсорбером остаточных газов, а также индикатором вакуума (многие виды геттера белеют при попадании воздуха в лампу в случае нарушения её герметичности).
Металлические электроды (токовводы), проходящие через стеклянный корпус лампы, должны быть согласованы по коэффициенту теплового расширения с данной маркой стекла и хорошо смачиваться расплавленным стеклом. Их выполняют из платины (редко), платинита, молибдена, ковара и др.

## Основные типы
Основные типы электронных вакуумных ламп:
- Диоды (легко делаются на большие напряжения, см. кенотрон)
- Триоды
- Тетроды
- Пентоды и лучевые тетроды
- Лучевые пентоды (как разновидность этого типа)
- Гексоды
- Гептоды (пентагриды, пятисеточные)
- Октоды
- Ноноды
- Комбинированные лампы (фактически включают 2 или более ламп в одном баллоне)
- Лампы со вторичной эмиссией и специальные лампы с особым видом вольт-амперной характеристики (квадратичной, гиперболической) — создавались для аналоговых ЭВМ, но не получили широкого распространения.

## Современные применения
Ламповое оборудование может быть рассчитано на больший температурный и радиационный диапазон условий, нежели полупроводниковое.

### Высокочастотная и высоковольтная мощная техника
- В мощных радиовещательных передатчиках (от 100 Вт до единиц мегаватт) в выходных каскадах применяются мощные и сверхмощные лампы с воздушным или водяным охлаждением анода и высоким (более 100 А) током накала. Магнетроны, клистроны, лампы бегущей волны (ЛБВ) обеспечивают сочетание высоких частот, мощностей и приемлемой стоимости (а зачастую реализация таких функций на полупроводниковых приборах принципиально неосуществима).
- Магнетроны применяются в радаре и в микроволновых печах.
- При необходимости выпрямления или быстрого переключения напряжений в несколько десятков киловольт, которое невозможно осуществлять механическими ключами, используются радиолампы. Так, кенотрон обеспечивает выпрямление напряжений до нескольких миллионов вольт.

### Военные применения
По принципу действия электронные лампы значительно более устойчивы к таким поражающим факторам, как электромагнитный импульс. В некоторых электронных устройствах может быть использовано несколько сотен ламп. В СССР в 1950-е годы для применения в бортовой военной аппаратуре были разработаны стержневые лампы, отличавшиеся малыми размерами и большой механической прочностью.

### Космическая техника
Радиационная деградация полупроводниковых материалов и наличие естественного вакуума межпланетной среды делает применение некоторых типов ламп средством повышения надёжности и долговечности космических аппаратов. Например, применение в автоматической межпланетной станции Луна-3 полупроводниковых приборов было связано с большим риском отказа бортовой электроники.

### Звукотехническая аппаратура
Основная статья: Ламповый усилитель (англ. Valve amplifier) 
Электронные лампы до сих пор находят применение в аудиотехнике, как любительской, так и профессиональной. Конструирование ламповых звукотехнических устройств является одним из направлений современного радиолюбительского движения.
Благодаря специфическим особенностям искажения, которые до настоящего времени не удалось полностью воспроизвести в широкой практике при использовании полупроводниковых аналогов или цифровой эмуляции, электронные лампы весьма популярны в усилении звучания электрогитары (т. н. «перегруз» или «эффект овердрайв/дисторшн»).

## Производство
Производством радиоламп занимались (занимаются):
- General Electric (США)
- Western Electric (tube manufacturer)[англ.]
- RCA
- Sylvania Electric Products[англ.] (США)
- Amperex Electronic[англ.] (США)
- Electro-Harmonix[англ.] (США)
- Siemens
- Philips
- Mullard
- Tungsram (Венгрия)
- JJ Electronic[англ.] (Словакия)

также, в последнее время, — китайские производители
В СССР/России:

## Классификация по названию
Маркировки, принятые в СССР/России: см. Радиолампы производства СССР/России

### Маркировки в других странах
В Европе в 1930-е годы ведущими производителями радиоламп была принята Единая европейская система буквенно-цифровой маркировки.
Первая буква характеризует напряжение накала или его ток:
- А — напряжение накала 4 В;
- В — ток накала 180 мА;
- С — ток накала 200 мА;
- D — напряжение накала до 1,4 В;
- E — напряжение накала 6,3 В;
- F — напряжение накала 12,6 В;
- G — напряжение накала 5 В;
- H — ток накала 150 мА;
- К — напряжение накала 2 В;
- P — ток накала 300 мА;
- U — ток накала 100 мА;
- V — ток накала 50 мА;
- X — ток накала 600 мА.

Вторая и последующие буквы в обозначении определяют тип ламп:
- A — диоды;
- B — двойные диоды (с общим катодом);
- C — триоды (кроме выходных);
- D — выходные триоды;
- E — тетроды (кроме выходных);
- F — пентоды (кроме выходных);
- L — выходные пентоды и тетроды;
- H — гексоды или гептоды (гексодного типа);
- K — октоды или гептоды (октодного типа);
- M — электронно-световые индикаторы настройки;
- P — усилительные лампы со вторичной эмиссией;
- Y — однополупериодные кенотроны (простые);
- Z — двухполупериодные кенотроны.

Двузначное или трёхзначное число обозначает внешнее оформление лампы и порядковый номер данного типа, причем первая цифра обычно характеризует тип цоколя или ножки, например:
- 1-9 — стеклянные лампы с ламельным цоколем («красная серия»);
- 1х — лампы с восьмиштырьковым цоколем («11-серия»);
- 3х — лампы в стеклянном баллоне с октальным цоколем;
- 5х — лампы с октальным цоколем;
- 6х и 7х — стеклянные сверхминиатюрные лампы;
- 8х и от 180 до 189 — стеклянные миниатюрные с девятиштырьковой ножкой;
- 9х — стеклянные миниатюрные с семиштырьковой ножкой.

## Газоразрядные лампы
В газоразрядных лампах обычно используется тлеющий или дуговой разряд в инертных газах или в парах ртути, поэтому такие лампы чаще называют газоразрядными или ионными (по типу проводимости) приборами. Для очень больших параметров по току и напряжению прибор заполняется жидким диэлектриком (трансформаторным маслом), такие системы называются тригатронами, они способны выдерживать напряжения порядка миллионов вольт и коммутировать токи порядка сотен тысяч ампер. Проведение в ионных приборах инициируется либо прямым током через прибор — в стабиловольтах, либо подачей управляющего напряжения на сетку/сетки, либо воздействием на газ в приборе или электроды ультрафиолетовым или лазерным излучением.
Примеры газоразрядных электронных ламп:
- Газоразрядные стабилитроны
- Газоразрядные приборы для защиты от высокого напряжения (например на воздушных линиях связи, приемниках мощных РЛС и т. п.).
- Тиратроны (трёхэлектродные лампы — газоразрядные триоды, четырёхэлектродные — газоразрядные тетроды)
- Крайтроны.
- Счётчики Гейгера — Мюллера.
- Ксеноновые и другие газоразрядные источники света.
- Игнитроны.
- Тригатроны.